# Louis Gonin
Louis Gonin (* 22. Dezember 1827 in Lausanne; † 18. Dezember 1898 ebenda; heimatberechtigt ebenda, in Vuarrens und in Essertines-sur-Yverdon) war ein Schweizer Ingenieur.

## Leben und Werk
Louis Gonin war der Sohn des Notars François-Louis Gonin und der Marianne-Rose-Louise-Gabrielle geborene Gonin. Er absolvierte 1852 sein Bauingenieurstudium an der École centrale des arts et manufactures in Paris und heiratete Caroline, eine Tochter des Schriftstellers Jean-Jacques Porchat.
Im Kanton Waadt baute Gonin ab 1854 Strassen und Brücken und war für Flusskorrektionen verantwortlich. Sieben Jahre später wurde er zum Kantonsingenieur ernannt. In seiner Heimatstadt förderte Gonin städtebauliche Projekte, zu denen ab 1868 die Entwicklung des Quartiers Le Flon sowie ab 1870 Belles-Roches gehörte. Er gründete 1873 die Société vaudoise des ingénieurs et architectes. Lange wirkte er als Redaktor ihres Bulletin technique de la Suisse romande und verfasste viele Artikel.
Gonin vertrat von 1860 bis 1897 die Liberalen im Gemeinderat (Legislative). Er gehörte der Verbindung Belles-Lettres an.

## Belege
1. 1 2 3  Paul Bissegger: Louis Gonin. In: Historisches Lexikon der Schweiz.  24. Februar 2011.

| Personendaten    | Personendaten       |
| ---------------- | ------------------- |
| NAME             | Gonin, Louis        |
| KURZBESCHREIBUNG | Schweizer Ingenieur |
| GEBURTSDATUM     | 22. Dezember 1827   |
| GEBURTSORT       | Lausanne, Schweiz   |
| STERBEDATUM      | 18. Dezember 1898   |
| STERBEORT        | Lausanne, Schweiz   |